# Antoine Chevrier

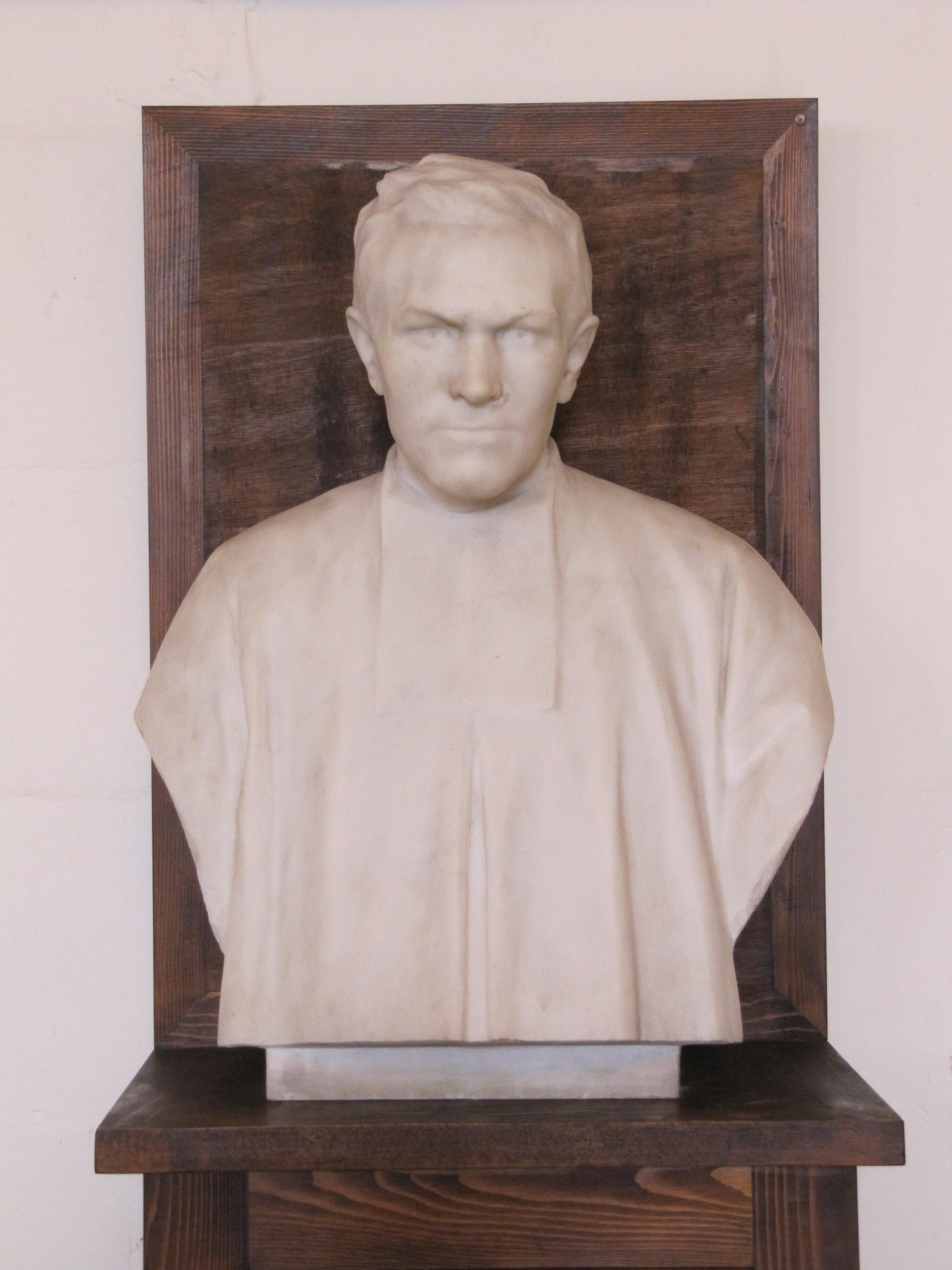
Antoine Chevrier

Antoine Chevrier (* 16. April 1826 in Lyon; † 2. Oktober 1879 ebenda) war ein französischer römisch-katholischer Geistlicher und Gründer des säkularen Prado-Instituts. In der katholischen Kirche wird er als Seliger verehrt.

## Leben und Werk

### Priester der Armen
Antoine Chevrier wuchs in einer Seidenweberfamilie auf der Lyoner Halbinsel in bescheidenen Verhältnissen auf. Im Alter von fünf und acht Jahren erlebte er zweimal den Aufstand der Seidenweber. Ab 1840 orientierte er sich an dem ihm von den Doktrinariern vorgeschlagenen Ziel, Priester zu werden und bewältigte in drei Jahren den normalerweise sechsjährigen vorbereitenden Schulunterricht. Ab 1843 besuchte er die diözesane Kollegialschule in Sainte-Foy-l’Argentière, ab 1846 das Priesterseminar in Lyon. Am 25. Mai 1850 wurde er zusammen mit 49 Mitbrüdern in der Kathedrale von Lyon zum Priester geweiht und als Kaplan in der Pfarrei Saint-André (heute im 7. Arrondissement, links der Rhône) eingesetzt. Im ständigen Kontakt mit der in der frühindustriellen Gesellschaft ausgebeuteten Arbeiterschaft und dem verwahrlosten Proletariat erwarb er sich schnell den Ruf eines Heiligen, nicht zuletzt durch seinen Einsatz während der Überschwemmungskatastrophe von 1856, die allein in seinem Seelsorgebezirk 18 Todesopfer forderte.

### Geistlicher der Armensiedlung Rambaud
Angeregt durch ein mystisches Erlebnis an Weihnachten 1856 beschloss er, sein Engagement für die Armen und vor allem für die armen Kinder und Jugendlichen zu intensivieren. In einer ersten Etappe schloss er sich im August 1857 dem Projekt der Armensiedlung Cité de l’Enfant-Jésus (Christuskind-Stadt) an, die der spätere Priester Camille Rambaud (1822–1902) in der Gegend des heutigen Cours Lafayette gegründet hatte, und begann mit der christlichen Unterweisung der Kinder, unterstützt durch einige Frauen, allen voran Marie Boisson (* 1836). Am 2. August 1860 wurde er durch Gelöbnis Mitglied des Dritten Ordens der Franziskaner.

### Gründer des Prado-Instituts
In einer zweiten Etappe erwarb er im Dezember 1860 in der heutigen Rue du Père Chevrier den leerstehenden Ballsaal namens Prado und begann, verwahrloste Straßenkinder um sich zu sammeln und christlich zu unterweisen, wobei wieder Marie Boisson die Mädchen betreute. Das Haus, das ab 1861 über eine Kapelle verfügte, nannte er „Providence du Prado“ (Vorsehung des Prado). Die Methode bestand darin, die Jugendlichen (14 bis 20 Jahre) für sechs Monate aufzunehmen und sie in dieser Zeit zu „zähmen“, zu zivilisieren und schließlich zu christianisieren. Wichtiges Prinzip war, dass sie, im Gegensatz zur damals ab dem Alter von acht Jahren üblichen Kinderarbeit, nicht zu arbeiten brauchten. Das ganze Werk, das schnell von 10 auf 200 Kinder anwuchs, lebte ausschließlich von Spenden (u. a. von vielen Kleinstspenden derer, die selbst arm waren), und im Notfall kniete sich Chevrier vor eine Stadtkirche hin und bat begütertere Kirchenbesucher um Unterstützung.

### Priestererzieher
In einer dritten Etappe ab 1866 arbeitete er darauf hin, dass aus seinen Schutzbefohlenen auch Priester hervorgingen, die während ihrer Seminarausbildung mit dem Prado in Kontakt geblieben waren und so das ihm immer vor Augen stehende Armutsideal des Priesters nicht, wie es in der damaligen Priesterschaft oft geschah, aufgaben. Dazu gründete er eine eigene Lateinschule („école cléricale“), aus der 1873 die ersten vier Absolventen in das Priesterseminar aufgenommen wurden. Für sie verfasste er ein dickes Handbuch mit dem Titel Le véritable disciple de Notre-Seigneur Jésus-Christ ("Der wahre Jünger unseres Herrn Jesus-Christus"), in dem er sein Ideal des Priesters als eines in der Nachfolge Christi „besitzlosen, gekreuzigten und verzehrten“ Menschen entfaltete.

### Tod und Seligsprechung
Chevrier hat sich nach eigener Aussage zu Tode gearbeitet. Anfang 1878 wurde er arbeitsunfähig und erklärte seinen Rücktritt als Leiter des Werks der Vorsehung. Im Oktober 1879 starb er im Prado im Alter von 53 Jahren an Magenkrebs. Seinem Sarg folgten 300 Priester und mehr als 5000 Menschen. Am 4. Oktober 1986 wurde er in Lyon von Papst Johannes Paul II. seliggesprochen.

### Entwicklung des Prado-Instituts
Die Konstitutionen des Prado-Instituts, das zu Lebzeiten Chevriers etwa 2400 Jugendlichen gedient hatte, wurden erst 1924 vom Erzbischof von Lyon gebilligt. Die Schwestern wurden 1925 als apostolische Vereinigung anerkannt. Danach kam es zu einer erheblichen Ausweitung, zuerst im Erzbistum Lyon, nach 1945 im weiteren Frankreich, später in der ganzen Welt. Das Werk ist heute in 30 Ländern vertreten und zählt über 1000 Patres.

### Papst Franziskus über Chevrier
Am 7. April 2018 sagte Papst Franziskus zu einer Abordnung des Prado-Instituts:

„Liebe Brüder und Schwestern, ich lade euch ein, beständig auf die wundervolle Gestalt eures Gründers zurückzukommen, sein Leben zu betrachten und um seine Fürsprache zu bitten. Die tiefe geistliche Erfahrung, die er gelebt hat – ein unermessliches Mitleid mit den Armen, das Verstehen und Teilen ihrer Leiden und zugleich die Kontemplation Christi, der sich entäußert, um einer von ihnen zu werden –, war die Quelle seines apostolischen Eifers.“

## Werke (Auswahl)
- Le prêtre selon l’évangile ou le véritable disciple de notre seigneur Jésus Christ. Parole et Silence, Paris 2010 (auch italienisch, spanisch und katalanisch).
- Geistliche Schriften. Lebensbetrachtung aus dem Evangelium. Hrsg. im Namen des Prado Deutschland von Karlheinz Beichert und Toni Kalteyer. Vier-Türme-Verlag, Münsterschwarzach 1997.